# Poso
Poso is een plaats in Indonesië. Het is gelegen op het eiland Celebes in de provincie Midden-Celebes. 
De stad heeft 55.512 inwoners (berekening 2010) De rivier Poso heeft zijn oorsprong  40 Kilometer ten zuiden van het Posomeer en mondt dicht bij de stad uit in zee.